# جبل أبيونا

جبل أبيونا (بالإنجليزية: Abeona Mons)‏ هو أحد جبال كوكب الزهرة.

## الإحداثيات
يقع في 44.8 درجة على العرض الجغرافي جنوباً وفي 273.1 درجة على الطول الجغرافي شرقاً.

## الأبعاد
القطر أو أطول بعد للتضاريس بالكيلومترات هو 375.0.

## حالة إعتماد الاسم
تم اعتماده من الجمعية العامة للاتحاد الفلكي الدولي (IAU).

## أصل التسمية
على اسم أبيونا، إلهة المسافرين في الأساطير الرومانية.